# Djedcheroere
Djedcheroere (Oudegyptisch: ḏd ḫrw r՚) was een oud-Egyptische koning (farao) in de tweede tussenperiode. Hij geldt als achttiende heerser van de 14e dynastie en regeerde in de 17e eeuw v.Chr.
Djedkherure was de opvolger van Sechepenre en werd opgevolgd door Sanchibre.

## Bron
- Narmer.pl